# Strongylognathus chelifer
Strongylognathus chelifer é uma espécie de insecto da família Formicidae.
É endémica da Rússia.